# Necro

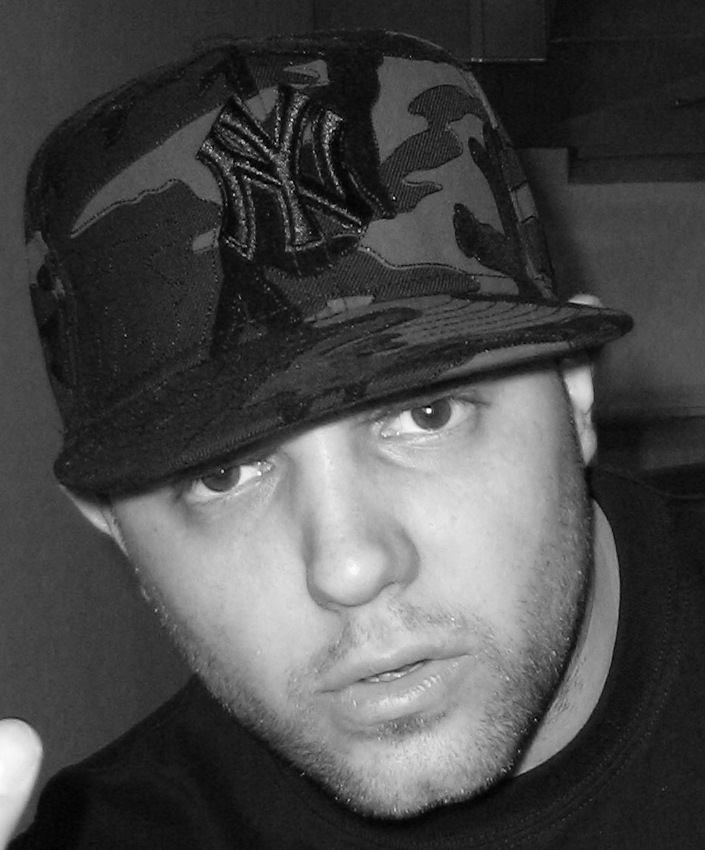
Necro im Studio

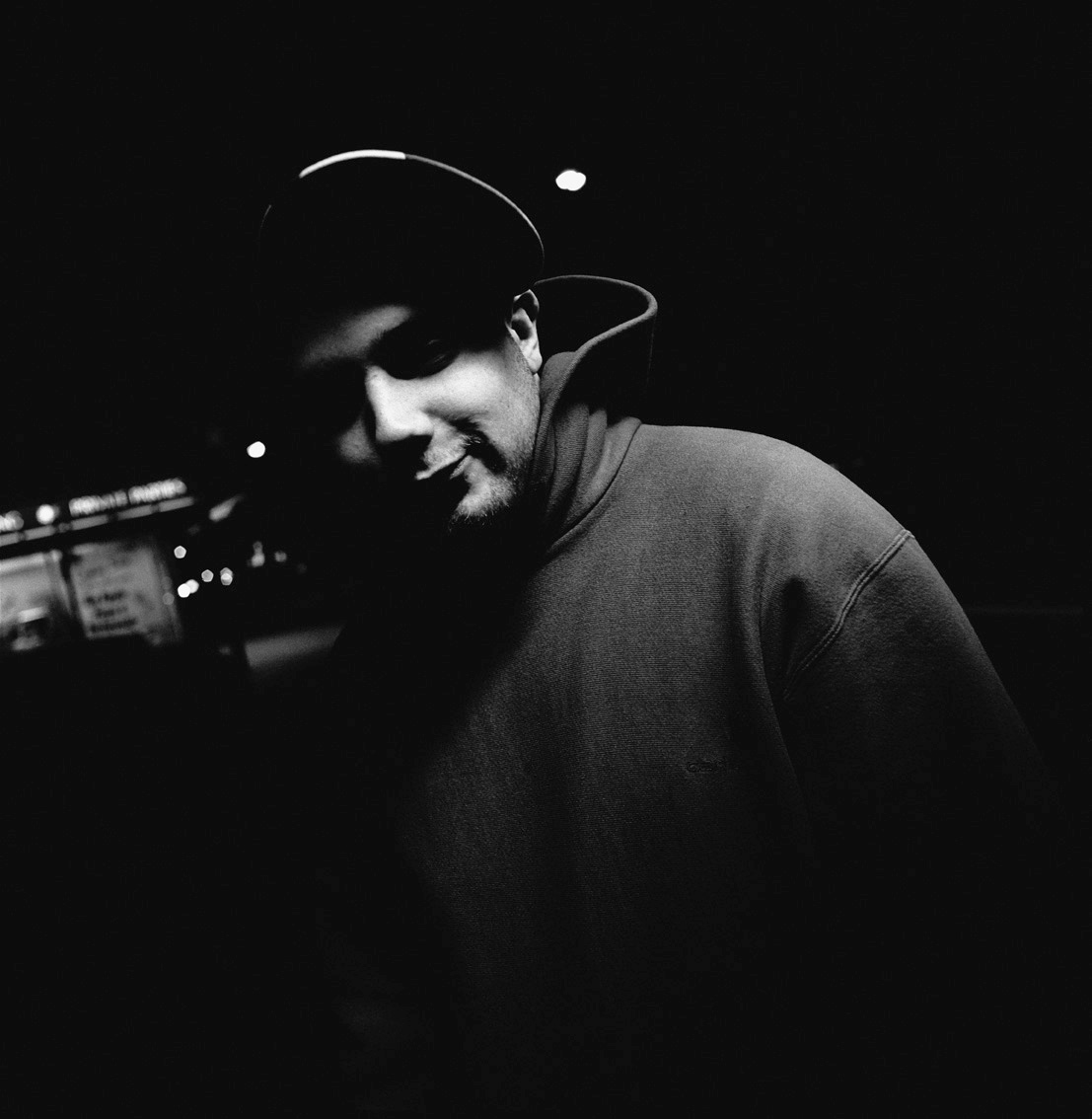
Necro (1998)

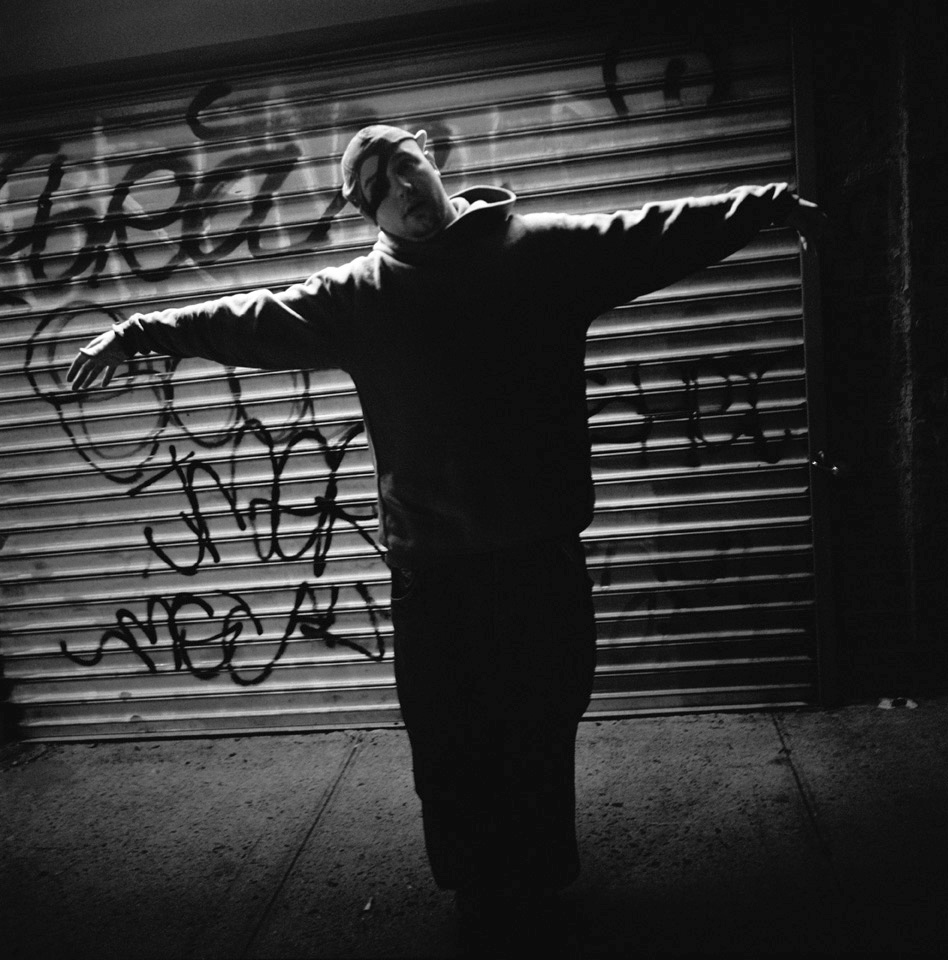
Necro (1998)

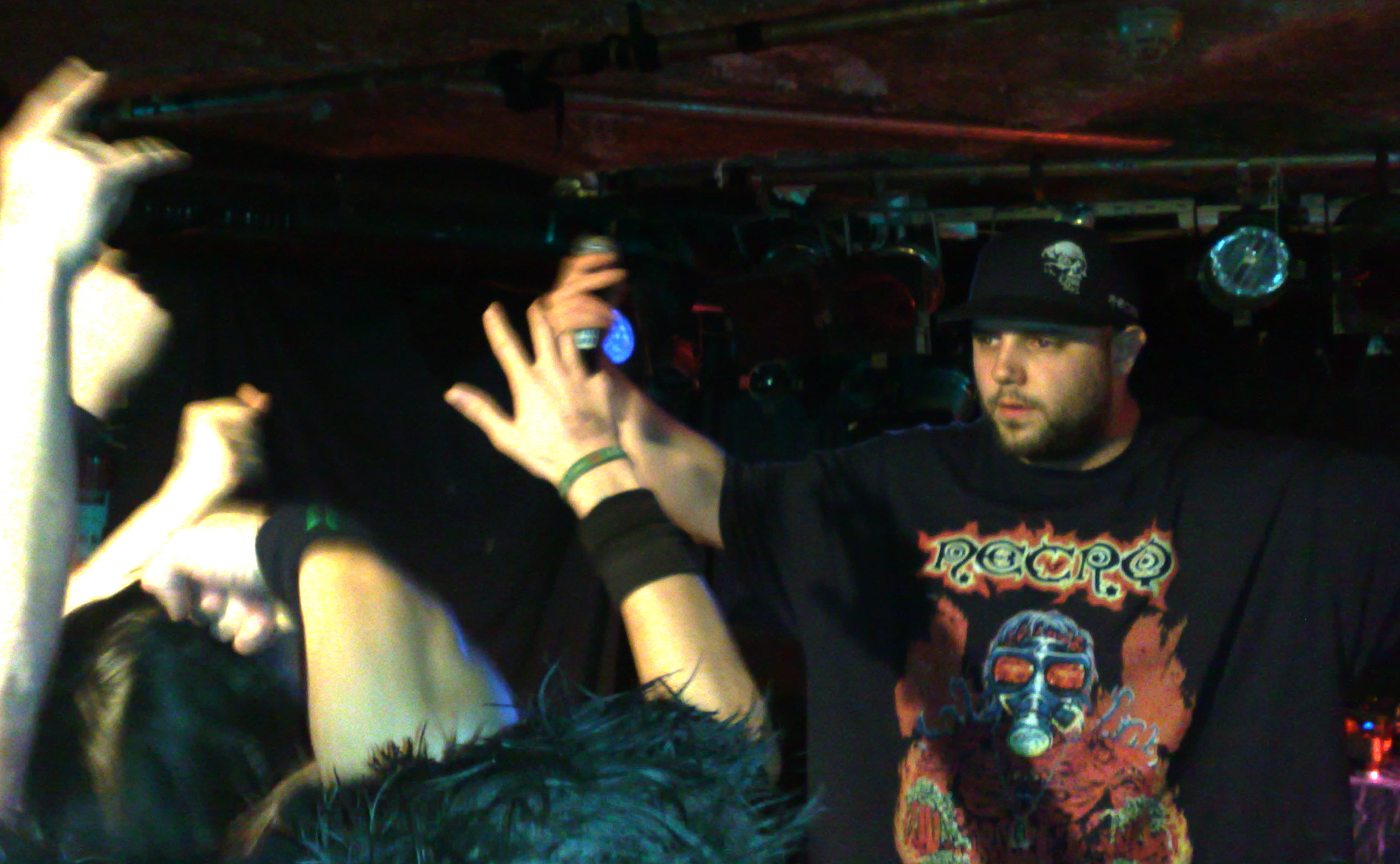
Necro bei einem Konzertauftritt in Bergen, Norwegen (2008)

Ron Raphael Braunstein (* 7. Juni 1976 in Brooklyn, New York City), besser bekannt als Necro, ist ein US-amerikanischer Rapper und Produzent.

## Künstlerischer Werdegang
Necro, dessen Künstlername von einem Lied der Band Slayer abgeleitet ist, begann sein musikalische Wirken als Gitarrist bei der Death-Metal-Band Injustice, die er 1986 zusammen mit seinem älteren Bruder Ill Bill gründete. Da die Gruppe trotz Bemühungen keinen Plattenvertrag erhielt, wandte er sich dem Rap zu. Erste Aufmerksamkeit erlangte Necro, als er 1991 einen Demo-Contest in einer Radio Show gewann. In den folgenden Jahren sammelte er in der Rapszene von New York Erfahrungen und war häufig auf Untergrundrapveranstaltungen anzutreffen. So wurde er unter anderem bei einem Open-Mic-Auftritt in New York vom größtenteils schwarzen Publikum ausgepfiffen, weil er mit einem Charles-Manson-T-Shirt auf der Bühne stand. Manson, andere Soziopathen und deren Verbrechen sind ebenfalls in den Texten des Künstlers zu finden. Auch bleiben verstorbene Prominente und die jeweilige Todesart der Person in den morbiden Texten des Musikers, die teilweise auch einen humorvollen, makaberen Kontrast beinhalten, nicht unerwähnt.
Neben dem Rap begann Necro auch früh, als Beat-Producer tätig zu sein. Auf der 1996 erschienenen 12″ Legacy / No Tomorrow der Gruppe Non Phixion, zu der sein Bruder Ill Bill gehörte, steuerte er den Beat zum B-Seiten-Track bei, auf der im Folgejahr erschienenen Maxi 5 Boros / Four W's dann den Beat zum Lied der A-Seite. Auch die dritte Maxi (I Shot Reagan) der Gruppe produzierte Necro.
1997 erschien mit Get On Your Knees / Underground die erste Maxi des Künstlers auf dem Label Fat Beats. Es folgte 1998 die Cockroaches EP auf Ill Bills Label Uncle Howie Records. Zwei Jahre später gründete Necro das eigene, unabhängige Plattenlabel Psycho+Logical-Records. Seitdem wurden auf dem Label über 40 Alben verschiedener Künstler veröffentlicht.
Im Jahr 2000 erschien das erste eigene Album Necros mit dem Titel I Need Drugs. Alle Beats des Albums sind von Necro selbst produziert, als Gast-MCs treten Ill Bill und Mr. Hyde in Erscheinung. Bereits auf diesem Debütalbum zeigte sich die Vorliebe des Künstlers für morbide Texte, in denen der Tod häufig in seiner omnipräsenten Form angesprochen wird. Er gilt deshalb auch als Erfinder des „Death Rap“, ein eigener Stil, der Rap mit Elementen des Death Metal verbindet. Mit Musikern dieser Szene (u. a. Sean Martin & Jamey Jasta (Hatebreed), Igor Cavalera (Sepultura) und Scott Ian (Anthrax)) arbeitete Necro mehrfach zusammen.
Das Album Gory Days aus dem Jahr 2001, ebenfalls ausschließlich aus Eigenproduktionen bestehend, enthielt mit den Tracks One Way Or Another und Light My Fire Samples und Anspielungen auf die Hits von Blondie (1978) und The Doors (1967). Der Track Gory Days spielt auf den Song Glory Days (1984) von Bruce Springsteen an, von dem Vocal-Samples enthalten sind. Doch nicht nur bei den Klassikern der Popmusik bedient Necro sich, auch Größen der eigenen Hip-Hop-Kultur werden gesamplet; so ist All Hotties Eat the Jizz („Jizz“ ist ein Slangwort für Sperma) eine Anspielung auf Nobody Beats the Biz von Biz Markie (1987). Necros Beats sind dabei stets düster und sehr elementar gehalten. Zumeist bestehen sie lediglich aus einem Drumset und einem Sample; die Songs kommen dabei oft ohne ein weiteres Soundelement zur besonderen Betonung des Refrains aus. Necro sampelt häufig E-Gitarren und Saxophone, was besonders zu Beginn seiner Karriere eine unübliche Grenzüberschreitung war (zu der damaligen Zeit legte man im Hip-Hop noch besonders Wert auf eine Unterscheidung von anderen Musikstilen).
Zum Debütalbum von Non Phixion, The Future Is Now (2002) steuerte Necro sechs Beats bei und stand somit in der Produzentenriege des Albums neben illustren Namen wie DJ Premier, Large Professor, Pete Rock und Juju.
Es folgten die Soloalben The Pre-Fix For Death (2004), The Sexorcist (2005; The Sexorcist gehört neben Necrodamus zu Necros weiteren Pseudonymen), Death Rap (2007), Die! (2010) und The Notorious Goriest (2018).	
Im Jahre 2013 bildete Necro zusammen mit Kool G Rap das Duo The Godfathers. Das Album Once Upon A Crime erschien ebenfalls 2013.
Neben der Solokarriere war Necro immer wieder als Produzent für andere Hip-Hop-Künstler tätig, so bspw. für Cage, Looptroop, Missin’ Linx, Ill Bill, Q-Unique, Mr. Hyde, Sabac Red, Riviera Regime und weitere. Live trat er neben vielen eigenen Konzerten als Support-Act für Run DMC, The Beatnuts, Sepultura, Kool Keith, Insane Clown Posse, Napalm Death und Biohazard auf.
Necro ist seit 2009 auch als Schauspieler in Film und Fernsehen zu sehen. 2017 spielte er in Good Time mit.

## Kontroversen
Vor allem aufgrund seiner harten Texte und dem darin enthaltenen morbiden Humor war und ist Necro oft massiver Kritik ausgesetzt. Im Jahre 2007 tourte Necro mit Sounds of the Underground. Am 25. Juli 2007 beschloss er, die Tour vorzeitig zu verlassen, da er vom Publikum aufgrund seiner Texte ausgebuht und teilweise mit Glasflaschen beworfen worden war.
Am Samstag, dem 21. März 2009, sollte Necro im Nachtclub Richards on Richards in Vancouver, Kanada, auftreten. Als die Veranstalter verkündeten, dass die Show in letzter Minute abgesagt wurde, wurden die Fans gewalttätig und Chaos brach aus. Die Leute fingen an, Flaschen auf den Haus-DJ des Veranstaltungsortes zu werfen.
Am 5. Juni 2009 wurde Necro zu einer Geldstrafe von 3.000 US-Dollar verurteilt, nachdem er einem Mann in Perth, Australien, den Kiefer gebrochen hatte. Necro bekannte sich des Verbrechens schuldig. Später an diesem Tag wurde er in seinem Hotel festgenommen, was die Absage seiner Show im Hyde Park Hotel in Perth erzwang.
Auf dem 2010 veröffentlichten Album DIE! enthält der Track The Asshole Anthem ein ungeklärtes Sample des Liedes Used to You von Ani Difranco, die ihn daraufhin verklagte. Sowohl iTunes als auch Amazon entfernten das Album daraufhin aus ihrem Angebot; das Album wurde ohne den Song erneut veröffentlicht.

### Verdacht auf Mitverantwortung an Kindermord durch Liedtexte
Im April 2009 wurde das achtjährige Mädchen Victoria Stafford von Michael Rafferty und Terri-Lynne McClintic in der kanadischen Region Ontario entführt, missbraucht und getötet. Im Rahmen des Mordprozesses, der in London (Ontario) stattfand, wurde im Jahre 2012 eine Verbindung zwischen Necros Musik und der Gewalttat behauptet. Die später verurteilte Mörderin Terri-Lynne McClintic gab an, am Tag der Entführung Musik Necros gehört zu haben. Raffertys Verteidiger stellten Ähnlichkeiten zwischen dem Lied Garbage Bag und Briefen, die McClintic geschrieben hatte, fest. Die Briefe beschrieben die hypothetische Folter und Ermordung einer Person. Necro gab daraufhin eine Presseerklärung heraus, in der er jede Mitverantwortung für Gewalttaten seiner Fans zurückwies.

### Verhaftung in der Schweiz und zeitweiliges Einreiseverbot in den Schengen-Raum
Am 27. November 2015 griff Necro bei einem Auftritt in einem Nachtclub der Schweizer Stadt Zürich gemeinsam mit seinem Sicherheitsmann sowie seinem musikalischen Begleiter Mr. Hyde sechs Mitglieder der Schweizer Rap-Gruppe I.B.S an, welche als Vorgruppe auftrat, und verletzte diese schwer. Laut Necro war der Grund für die Auseinandersetzung ein Konflikt, der zwischen der Gruppe sowie seinem Sicherheitsmann auftrat, nachdem dieser eines der Mitglieder in einem Moshpit geschubst habe. Necro wurde kurze Zeit nach der Auseinandersetzung im Backstage des Nachtclubs verhaftet und verbrachte vier Tage in Einzelhaft im örtlichen Gefängnis. Nach seiner Entlassung aus der Einzelhaft wurde Necro in einem Schnellverfahren zu einer bedingten Freiheitsstrafe von sechs Monaten verurteilt, und gegen ihn wurde ein dreijähriges Einreiseverbot, welches den gesamten Schengen-Raum abdeckte, verhängt. Das Einreiseverbot wurde ein Jahr früher aufgehoben, und so darf Necro seit November 2017 wieder den europäischen Schengen-Raum betreten.

## Diskografie

### Alben
- 1998: Cockroaches EP
- 2000: I Need Drugs
- 2001: Gory Days
- 2002: Gory Days Special Edition CD/DVD
- 2004: The Pre-Fix for Death
- 2005: The Sexorcist
- 2005: The Circle of Tyrants, mit Ill Bill, Goretex und Mr. Hyde als The Circle of Tyrants
- 2007: Death Rap
- 2008: The Sexorcist Special Edition CD/DVD
- 2010: Die!
- 2012: The Murder Murder Kill Kill EP
- 2013: Once Upon a Crime mit Kool G Rap als The Godfathers
- 2018: The Notorious Goriest

### Best-of-Compilations
- 2014: Sadist Hitz
- 2020:  Sadist Hitz Vol. 2

### Mixtapes
- 2000: Rare Demos and Freestyles Vol. 1
- 2001: Rare Demos and Freestyles Vol. 2
- 2002: Rare Demos and Freestyles Vol. 3
- 2003: Necro Presents: Brutality Part 1
- 2003: Street Villains Vol. 1
- 2005: Street Villains Vol. 2

## Filmografie
- Triumph of the Kill (Kurzfilm, 2009)
- Personal Justice – Kampf um Gerechtigkeit (Fernsehserie, 2009, 3 Folgen)
- The Site (Fernsehfilm, 2009)
- Avantgarde (2010)
- The Super (2010)
- Teardrop (Kurzfilm, 2011)
- Mad Love in New York (2014)
- Good Time (2017)